# Dunajská pohraniční stráž

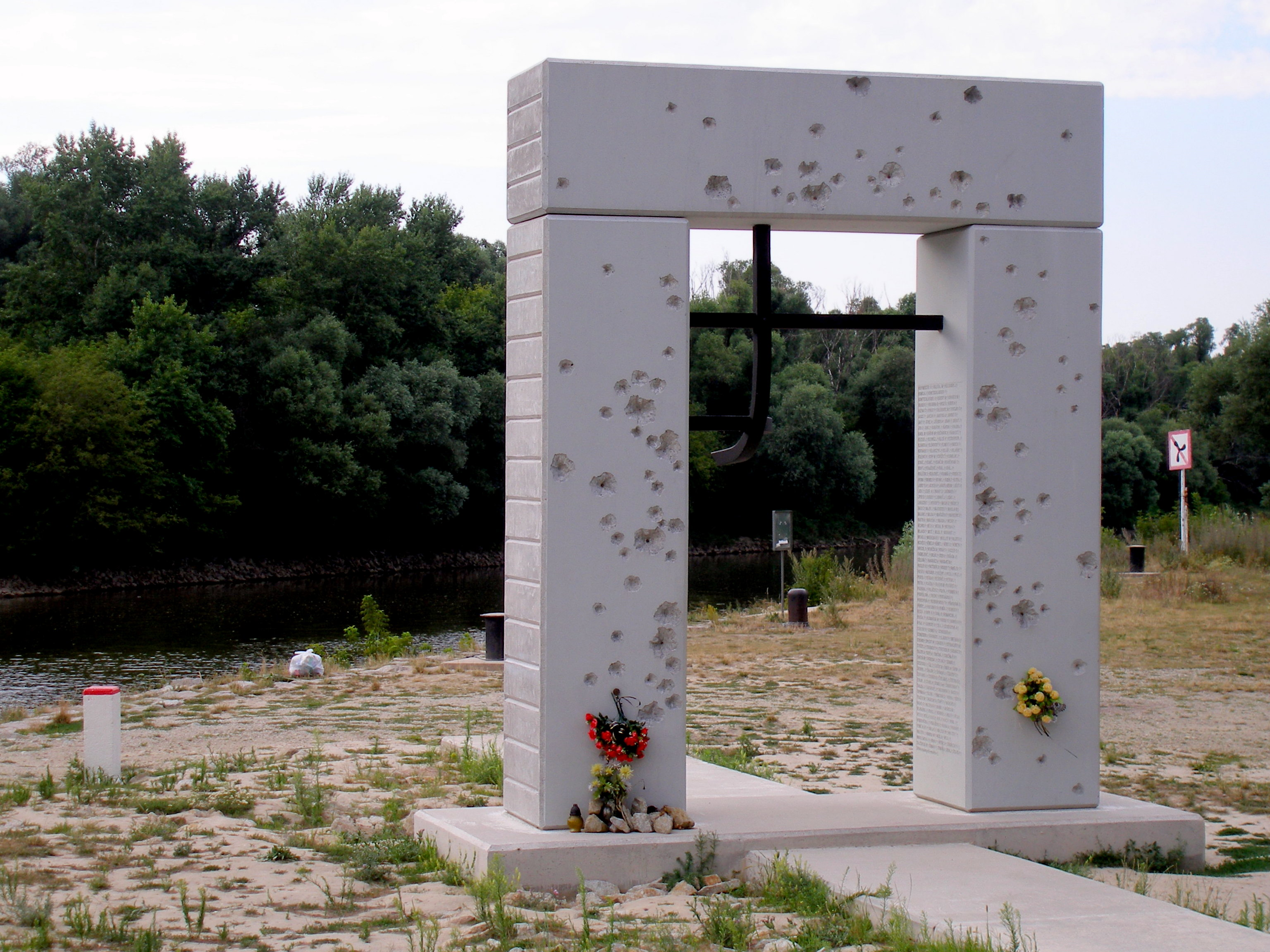
Památník obětem zastřeleným do roku 1989 při pokusu o přechod do Rakouska pod starobylým slovanským hradem Devín na soutoku řek Dunaj a Morava

Dunajská pohraniční stráž (slovensky Dunajská pohraničná stráž) jako zvláštní útvar Pohraniční stráže v Československu vznikla v roce 1952 a patřila do svazku 11. brigády Pohraniční stráže (PS) (útvar 5947). Příslušníci Dunajské pohraniční stráže zajišťovali ochranu státní hranice na Dunaji, na jeho březích a v hraničním pásmu. Organizačně byla kromě krátkého období součástí vojsk Ministerstva vnitra.

## Vznik a organizace
Ještě před vznikem jednotky existoval od konce roku 1947 Plavebný oddiel ZNB v Bratislavě, který hlídal tok řeky Dunaj. V rámci 11. brigády Pohraniční stráže byl 25. února 1954 zformován 25. samostatný pohraničný prápor se sídlem v Komárně. Kromě pohraničních rot strážících „suchou hranici“ byla jeho součástí dunajská flotila – 3. poříční prapor Komárno. Ten sestával z tří poříčních oddílů: 1. poriečny oddiel PS (Bratislava), 2. poriečny oddiel PS (Medveďov) a 3. poriečny oddiel PS (Komárno).

## Činnost
Činnost příslušníků Dunajské pohraniční stráže pozůstávala z hlídkování na člunech, pěších hlídek na břehu Dunaje a hlídek na slovensko-maďarském přechodu na mostě v Medveďově. Důležitý byl též doprovod rakouských, západoněmeckých a jugoslávských lodí během jejich plavby v československých vodách. Od roku 1948 platila totiž „Bělehradská dohoda“ o režimu plavby na Dunaji. Její součástí byla i svobodná plavba obchodních lodí všech dunajských států.

## Incidenty
Při ostraze slovensko-rakouské hranice na Dunaji došlo k několika tragickým incidentům, kdy byli při pokusu o překonání železné opony přes tok Dunaje usmrceni lidé. Z pohledu tzv. ochrany státní hranice představovaly problém kromě jiného výletní plavby z Bratislavy na Devín. Mimořádně tragický případ se stal například  19. srpna 1956. Z lodě Turiec seskočilo do Dunaje 5 maďarských turistů, kteří chtěli přeplavat do Rakouska. Hlídka poříčního oddílu doprovázející loď spustila na uprchlíky palbu. Tři utečenci byli usmrceni, jeden zadržen a jednomu se podařilo uprchnout. Po této krvavé události se režim ostrahy výletních lodí změnil tak, že hlídky Pohraniční stráže a Veřejné bezpečnosti byly stavěny přímo na palubu lodí. Později však následoval úplný zákaz plaveb výletních lodí po Dunaji do Devína.

## Zánik
K 31. prosinci 1990 byla rozkazem ministra vnitra ČSFR 11. brigáda Pohraniční stráže zrušena a k ochraně hranice s Rakouskem byla zřízena Správa ochrany štátnych hraníc Bratislava.